# Sérgio Pessoa
Sérgio Cavallini de Almeida Pessoa (ur. 3 września 1988) – kanadyjski judoka. Dwukrotny olimpijczyk. Zajął siedemnaste miejsce w Londynie 2012 i Rio De Janeiro 2016. Walczył w wadze ekstralekkiej.
Uczestnik mistrzostw świata w 2009, 2010 i 2013. Startował w Pucharze Świata w latach 2010, 2012, 2013, 2015 i 2016. Piąty na igrzyskach panamerykańskich w 2015. Wicemistrz panamerykański w 2012 i 2016. Wygrał igrzyska frankofońskie w 2013. Sześciokrotny medalista mistrzostw Kanady w latach 2006-2013.

## Letnie Igrzyska Olimpijskie 2012
| Konkurencja | Eliminacje                  | Klas. końcowa |
| Konkurencja | Przeciwnik I                | Miejsce       |
| ----------- | --------------------------- | ------------- |
| 60 kg       | Yerkebulan Kossayev (KAZ) P | 17.           |

## Letnie Igrzyska Olimpijskie 2016
| Konkurencja | Eliminacje                  | Klas. końcowa |
| Konkurencja | Przeciwnik I                | Miejsce       |
| ----------- | --------------------------- | ------------- |
| 60 kg       | Amiran Papinaszwili (GEO) P | 17.           |